# カトリーヌ・コルシニ
カトリーヌ・コルシニ（Catherine Corsini、1956年5月18日 - ）は、フランスの映画監督、脚本家である。

## 経歴
1956年5月18日、フランスのドルーに生まれる。
1999年、カリン・ヴィアール主演の『ヌーヴェル・イヴ』を監督する。2001年、エマニュエル・ベアールとパスカル・ビュシエールを主演に迎えた『彼女たちの時間』が、第54回カンヌ国際映画祭のコンペティション部門に出品される。2009年には、クリスティン・スコット・トーマス主演の『熟れた本能』を手がける。2012年、『黒いスーツを着た男』が第65回カンヌ国際映画祭の「ある視点」部門にて上映される。

## フィルモグラフィー

### 映画
- 魅了されたミニマリストの破綻（1987年） - 監督
- ヌーヴェル・イヴ（1999年） - 監督・共同脚本
- 彼女たちの時間（2001年） - 監督・共同脚本
- Mariées mais pas trop（2003年） - 監督・共同脚本
- Les Ambitieux（2006年） - 監督・共同脚本
- 熟れた本能（2009年） - 監督・共同脚本
- 黒いスーツを着た男（2012年） - 監督・共同脚本
- 夏時間 裸のふたり（2015年） - 監督・共同脚本